# 佐賀唐津道路
佐賀唐津道路（さがからつどうろ）は、佐賀県の唐津市を起点とし、佐賀市に至る予定の総延長 約40 kmの地域高規格道路であり、国道203号および国道208号のバイパスとして建設される路線。
唐津市相知町（相知長部田IC） - 多久市（多久東IC）間約16 kmが開通しており、他の区間は事業中または計画中である。

## 概要
佐賀県では、県内を東西に横断する3本の高規格道路（長崎自動車道・西九州自動車道・有明海沿岸道路）が計画・整備されており、佐賀唐津道路は、唐津市を中心とする県北地区から県都・佐賀市や小城市を中心とする県南地区にかけて縦貫する事で、先の3横断道路を相互に結び、これらと一体的に広域ネットワークを形成するため計画された道路である。起点の唐津市で西九州自動車道に、途中の多久市で長崎自動車道に、終点の佐賀市で有明海沿岸道路に接続する。佐賀県が定める"県内主要都市55分構想"のもと、唐津市と佐賀市の地域間の交流促進や九州佐賀国際空港や唐津港への相互アクセス向上、福島第一原子力発電所事故の教訓を踏まえた玄海原発有事の際の避難路としての活用が期待されている。

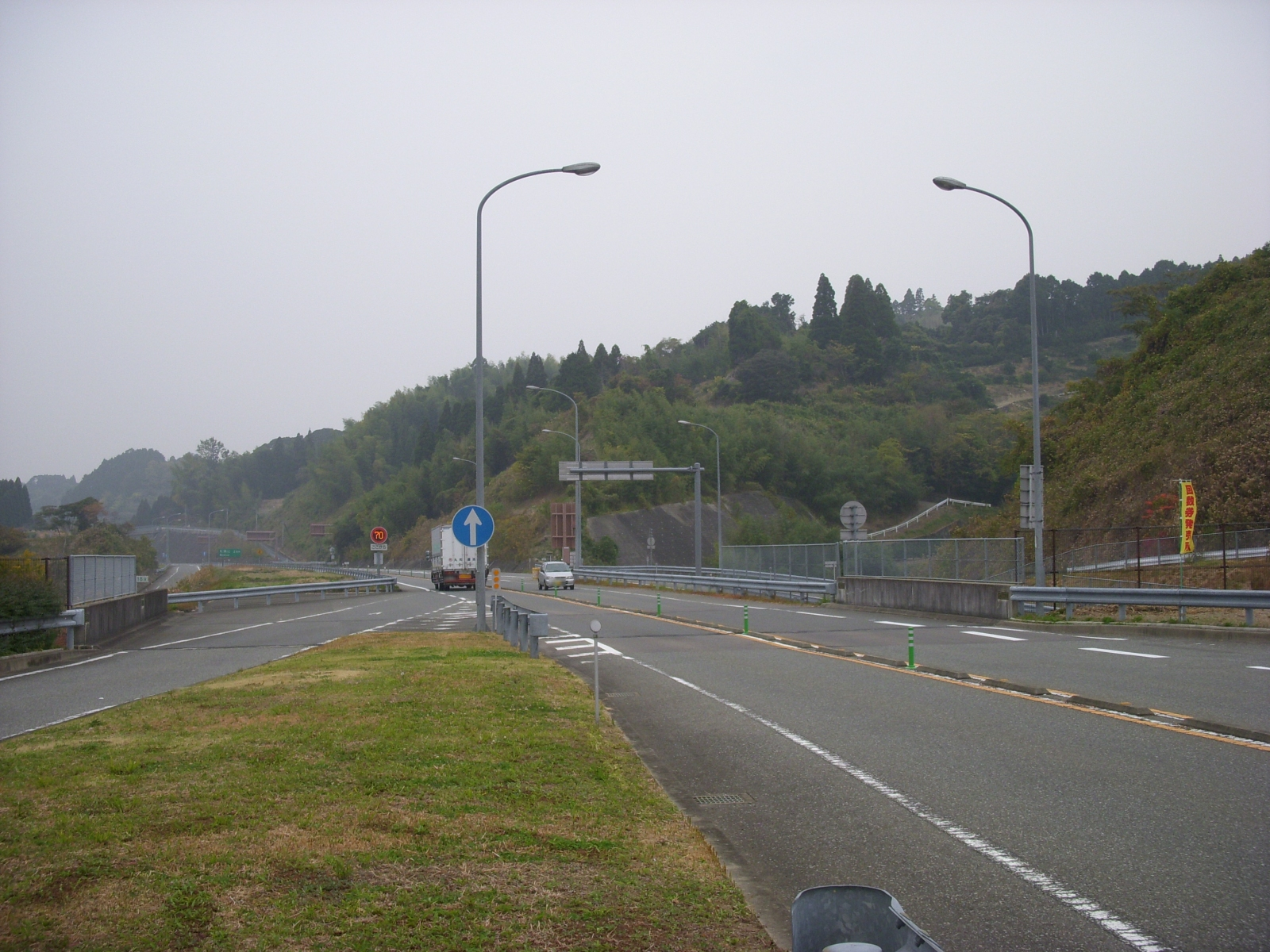
佐賀唐津道路の一部路線・厳木多久道路の本線

佐賀唐津道路は1973年に事業が始まり1994年10月には有明沿岸道と共に地域高規格道路に指定、2014年3月までに全線40 kmのうち一部当面現道活用区間を含む約16 km（事業名としては厳木バイパス・厳木多久有料道路・東多久バイパス、うち約11 kmが自動車専用道路）が供用済で、残る起点側の約10 kmと終点側の約15 kmが事業中ないし計画中段階にある。
未整備区間のうち多久市から小城市を経て佐賀市に至る多久東IC - 佐賀JCT間約15 kmでは、多久市側5.3 kmが多久佐賀道路I期区間として2003年9月26日に整備区間指定され事業採択されている。それに続くII期区間の佐賀市側約10 kmについては基本計画段階で事業化の目途は立っておらず、沿線自治体では早期の開通を目指して整備要望を陳情している。
一方、唐津市側の唐津IC - 相知長部田IC間約10 kmは基本計画段階で事業化の目途は立っておらず、沿線自治体では早期の開通を目指して整備要望を陳情している。2015年5月18日に佐賀市内で開催された整備促進期成会では佐賀国道事務所長が「県内の主要都市を結ぶ事で時間短縮効果があるというだけでは、国へのアピールは弱い」「多くの事業を抱える中で予算確保は大変厳しい情勢」と述べ、国土交通省としては福岡県とを結ぶ西九州自動車道や有明海沿岸道路の整備を優先する考えを示している。

## 事業路線名
- 一般国道203号唐津相知道路 : 唐津市鬼塚 - 唐津市相知町長部田
- 一般国道203号厳木バイパス (無料区間): 唐津市相知町長部田 - 唐津市厳木町中島
- 一般国道203号厳木多久道路 : 唐津市厳木町中島 - 多久市北多久町大字多久原
- 一般国道203号東多久バイパス (無料区間): 多久市北多久町大字多久原 - 多久市東多久町大字別府
- 一般国道203号多久佐賀道路 : 多久市東多久町大字別府 - 佐賀市鍋島町森田
- 一般国道208号佐賀道路 : 佐賀市鍋島町森田 - 佐賀市嘉瀬町中原

## 歴史
- 1986年 : 多久原IC - 宝蔵寺（一般部）間開通。
- 1987年3月18日 : 多久ICが供用開始し、長崎自動車道と接続。
- 1990年12月 : 宝蔵寺 - 一本松（一般部）間開通。
- 1996年7月30日 : 浪瀬IC - 多久原IC間開通。
- 2002年12月5日 : 岩屋IC - 浪瀬IC間開通。
- 2014年3月1日 : 相知長部田IC - 岩屋IC間開通[3]。

## インターチェンジなど
- IC番号欄の背景色が■である部分については道路が供用開始済みの区間を示している。また、施設名欄の背景色が■である部分は施設が供用開始されていない、または完成していないことを示す。なお、未開通区間の名称は仮称である。
- 英略字は以下の項目を示す。
IC : インターチェンジ、JCT : ジャンクション、PA : パーキングエリア、TB : 本線料金所、RS : 道の駅

- 唐津IC - 相知長部田IC : 国道203号唐津相知道路（計画中）
- 相知長部田IC - 中島管理境界 : 国道203号厳木バイパス
- 中島管理境界 - 多久原管理境界 : 国道203号厳木多久道路
- 多久原管理境界 - 多久原IC : 国道203号東多久バイパス専用部
- 多久原IC - 多久東IC : 国道203号東多久バイパス一般部（当面現道活用区間）
- 多久東IC - 三日月IC : 国道203号多久佐賀道路Ⅰ期[4][5]
- 三日月IC - 鍋島IC : 国道203号多久佐賀道路Ⅱ期（計画中）
- 鍋島IC - 佐賀JCT : 国道208号佐賀道路[6]

| IC 番号             | 施設名            | 接続路線名                                                | 起点から の距離 | 終点から の距離 | 備考                                                    | 所在地 | 所在地 |
| ------------------- | ----------------- | --------------------------------------------------------- | --------------- | --------------- | ------------------------------------------------------- | ------ | ------ |
| 22                  | 唐津IC            | E35 西九州自動車道 県道40号浜玉相知線 県道258号半田鬼塚線 |                 |                 | 事業中 （西九州自動車道は開通済み）                     | 佐賀県 | 唐津市 |
| この間 基本計画区間 |                   |                                                           |                 |                 |                                                         | 佐賀県 | 唐津市 |
|                     | 相知長部田IC      | 国道203号                                                 | 0.0             | 11.0            |                                                         | 佐賀県 | 唐津市 |
|                     | 岩屋IC            | 市道町切線 市道岩屋新屋敷線                               | 2.1             | 8.9             |                                                         | 佐賀県 | 唐津市 |
|                     | 浪瀬IC            | 県道32号伊万里畑川内厳木線                                | 4.0             | 7.0             |                                                         | 佐賀県 | 唐津市 |
|                     | 牧瀬IC 道の駅厳木 | 国道203号 県道37号厳木富士線 県道350号相知厳木線          | 5.6             | 5.4             |                                                         | 佐賀県 | 唐津市 |
| -                   | 中島管理境界      | -                                                         | 6.3             | 4.7             | 厳木バイパスと厳木多久道路の直結のみ                    | 佐賀県 | 唐津市 |
|                     | 小侍IC/TB/PA      | 県道338号岸川莇原線                                       | 8.2             | 2.8             |                                                         | 佐賀県 | 多久市 |
| -                   | 多久原管理境界    | -                                                         | 9.9             | 1.1             | 厳木多久道路と東多久バイパスの直結のみ                  | 佐賀県 | 多久市 |
|                     | 多久原IC          | 国道203号                                                 | 11.0            | 0.0             | 国道203号 東多久バイパス（一般部） （当面現道活用区間） | 佐賀県 | 多久市 |
| 4                   | 多久IC            | E34 長崎自動車道                                          |                 |                 | 国道203号 東多久バイパス（一般部） （当面現道活用区間） | 佐賀県 | 多久市 |
|                     | 多久東IC          | 国道203号                                                 |                 |                 | 国道203号 東多久バイパス（一般部） （当面現道活用区間） | 佐賀県 | 多久市 |
| -                   | 小城IC            |                                                           |                 |                 | 事業中                                                  | 佐賀県 | 小城市 |
| -                   | 三日月IC          | 国道203号                                                 |                 |                 | 事業中                                                  | 佐賀県 | 小城市 |
| -                   | 大和IC            |                                                           |                 |                 | 基本計画区間                                            | 佐賀県 | 佐賀市 |
| -                   | 鍋島IC            |                                                           |                 |                 | 事業中                                                  | 佐賀県 | 佐賀市 |
| -                   | 嘉瀬北IC          |                                                           |                 |                 | 事業中                                                  | 佐賀県 | 佐賀市 |
| -                   | 嘉瀬IC            |                                                           |                 |                 | 事業中                                                  | 佐賀県 | 佐賀市 |
| -                   | 佐賀JCT           | 有明海沿岸道路                                            |                 |                 | 事業中                                                  | 佐賀県 | 佐賀市 |